# Frontera entre Chipre y el Reino Unido
La frontera entre Chipre y el Reino Unido separa las bases británicas de Acrotiri y Dekelia de la República de Chipre, en la isla de Chipre.  En esto, es una frontera exterior de la Unión Europea, Chipre es un estado miembro mientras que las bases soberanas británicas no lo son ni pertenecen a la misma. Sin embargo todavía no está claro que pasará con los casi 150.000 chipriotas que trabajan en las bases luego de producirse la salida de Gran Bretaña de la Unión Europea.
Tanto el Reino Unido como la República de Chipre son miembros de la Mancomunidad de Naciones (Commonwealth of Nations).

## Trazado
Con la independencia de Chipre en 1960, el Reino Unido conservó la soberanía sobre dos bases militares en la costa sur de la isla:
- La base de Acrotiri, la más occidental de las dos, está situada en el cabo de Gata y su entorno, al extremo sur de la isla, cerca de la ciudad de Limassol. La frontera entre la República de Chipre y la base británica sigue un trazado general hacia el oeste, desde la bahía de Episkopi hasta la bahía de Acrotiri.

- La base de Dekelia está situada al sudeste de la isla, cerca a Larnaca, al norte de la bahía de Larnaca. La línea fronteriza es más compleja, puesto que el antiguo pueblo de Agios Nikolaos, situado al nordeste de la base de Dekelia propiamente dicha, también está bajo la soberanía británica conectado por un camino también bajo control británico. Por otro lado, los pueblos de Xylotýmvou y de Ormídia y la central eléctrica de Dekelia con vistas en el Mediterráneo, se encuentran bajo la soberanía de Chipre y por lo tanto forman un enclave dentro de la base de Dekelia. El enclave formado por la propia central de energía está atravesado de este a oeste por una carretera bajo soberana británica, que lo rompe en dos, la parte sur de la costa no tiene aguas territoriales propias (puesto que estas también están bajo la soberanía británica), y de hecho se encuentra también enclavada en el territorio de la base.

## Chipre del Norte
Después de la invasión de la parte nordeste de la isla de Chipre por las fuerzas de Turquía en 1974, esta área pertenece a la República Turca del Norte de Chipre desde 1983; esta república no es reconocida por ningún país fuera de Turquía, quien proporciona una gestión de facto de la región. Las fuerzas británicas no participaron militarmente en los acontecimientos de 1974; en Dekelia, el avance turco se paró en la frontera norte.
Desde un punto de vista práctico, la frontera norte separa la base de Dekelia de la República de Chipre del Norte. La carretera británica de Agios Nikolaos a Dekelia está bordeada por el norte por la República Turca y por el sur por los territorios todavía bajo el control de la República de Chipre. Por otro lado, la Línea Verde —zona de amortiguación establecida por las Naciones Unidas— se unió en la frontera oeste de Dekelia y al este de Agios Nikolaos.